# Hesperocorixa escheri
Hesperocorixa escheri är en insektsart som först beskrevs av Oswald Heer 1853.  Hesperocorixa escheri ingår i släktet Hesperocorixa och familjen buksimmare. Inga underarter finns listade i Catalogue of Life.